# پدران صحرا

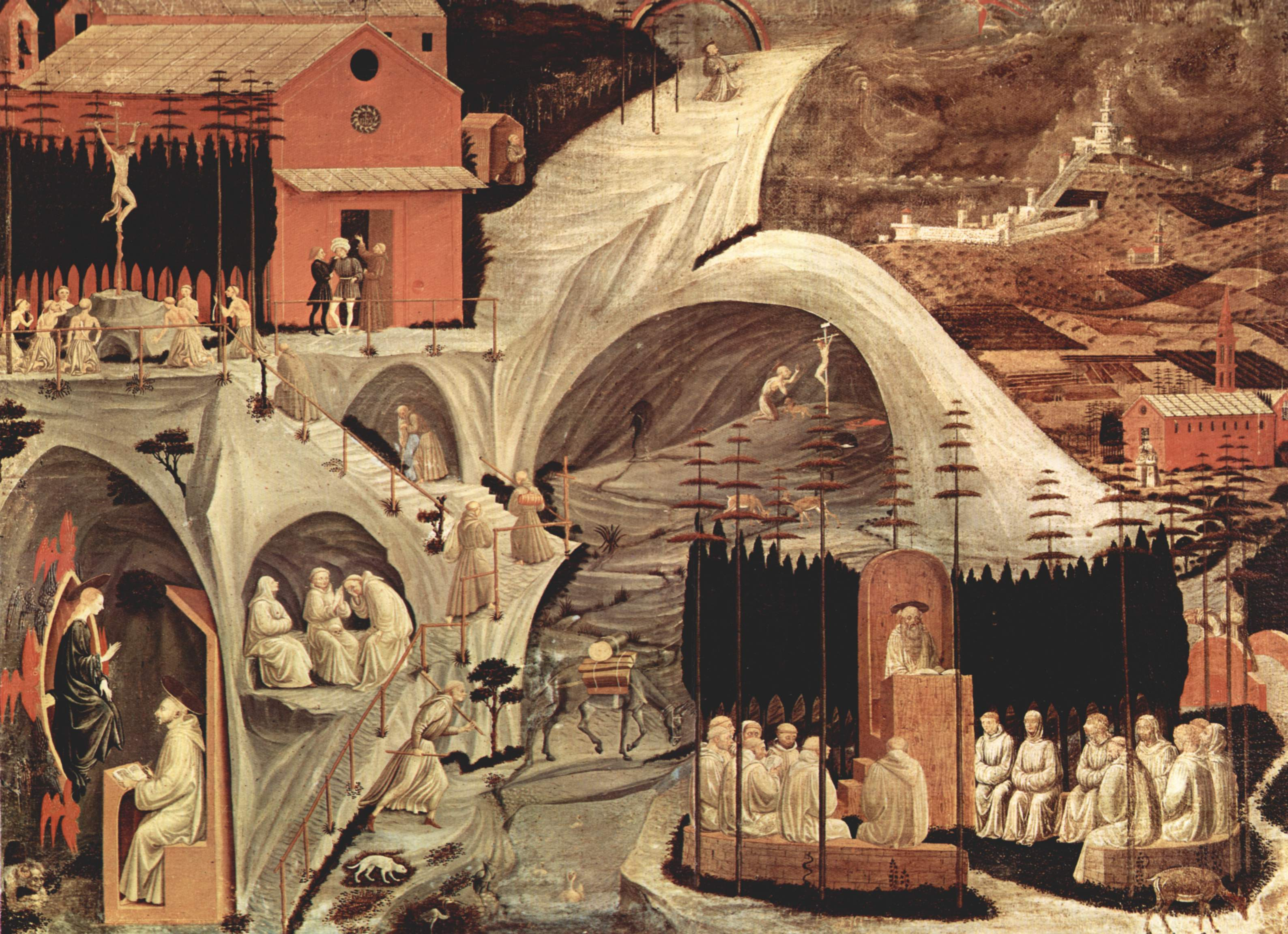
پائولو اوکلو، صحنه‌ای از زندگی رهبانی.

پدران صحرا نام گروهی از راهبان مسیحی بود که از حدود سده سوم میلادی در صحرای مصر زندگی می‌کردند. گروه اولیه این راهبان، فراریانی بودند که از آشوب و مزاحمت‌های بحران امپراتوری روم در سده سوم، می‌گریختند. اذیت و آزار راهبان مسیحی در زمان امپراتور دیوکلسی صورت سامانمند و سیستماتیک به خود گرفته بود.